# گست‌ایر
گست‌ایر (به انگلیسی: Gestair) یک شرکت هواپیمایی با کد یاتا G5 است. دفتر مرکزی گست‌ایر در مادرید، اسپانیا واقع شده‌است.